# Tôrparpriset
Tôrparpriset, också Torparpriset eller Törparpriset, till minne av Mats Ljung var ett pris som delades ut mellan 2002 och 2022. Priset delades ut i form av stipendier till lovande västsvenska ungdomar inom upplevelseindustrin. I styrelsen satt Ingvor Ljung (ordförande), Andreas Ljung, Bosse Andersson och Eva Winberg.
Priset, och stiftelsen, instiftades till minne av underhållaren och bondkomikern Mats Ljung som gick bort 2001.
Genom åren fick bland andra såväl musiker, komiker, artister och journalister priset. Priset delades varje år ut vid konsertevenemang under sommarhalvåret i Skara, Mats Ljungs hemort.

## Mats Ljung-stipendiater
- 2002 - Mikael Riesebeck
- 2003 - Åsa Fång
- 2004 - Per Andersson
- 2005 - Sofia Hedström och Anders Nystedt
- 2006 - Linda Bengtzing (Bonusstipendie - Johan Randén)
- 2007 - Johanna Abrahamsson och Tobias Persson
- 2008 - Björn Gustafsson (Bonusstipendie - Victor Morell)
- 2009 - Jeanette Capocci (Bonusstipendie - Charlies teater)
- 2010 - Jessica Heribertsson
- 2011 - Elisa's (Bonusstipendie - Solstrålarna)
- 2012 - Timoteij och Filip Johansson
- 2013 - Hanna Fahl och Simon Ljungman
- 2014 - Carina Bergfeldt och Petter Bristav
- 2015 - Elina Stridh och Sebastian Freij (Bonusstipendie Jonathan Borg)
- 2016 - Klas Wiljergård (skådespelare)
- 2017 - Vrickade teatern (Jecko & Jessie, artistduo) och Affekt film AB (filmproduktionsbolag)
- 2018 - Jonas von Essen (minneskonstnär) och Jonna Sandén (musikalartist)
- 2019 - Fatima Bremmer (journalist och författare) och Anton Ljungqvist (operasångare)[3]
- 2020 - Ingen pristagare till följd av den pågående coronaviruspandemin[4]
- 2021 - Hugo Ljungkvist & Alvina Ljung
- 2022 - Charlies Teater